# Novo Osasco

Novo Osasco é um bairro situado no município de Osasco, na Grande São Paulo, no qual vivem aproximadamente 50 mil pessoas. [carece de fontes?] Seus loteamentos são: Chácara Bussocaba; Jardim Novo Osasco; Jardim Benfeitor; Jardim Belmont;Vila Avany; Jardim Helena II E III; Jardim Colméia; Jardim Alfredo; Vila Oliveira; Vila Dina; Jardim Osasco Mirim; Jardim Emisa I; Subdivisão Iote 62 e 63, Quadra C Chácara Bussocaba; Vila Márcia; Danpris; Jardim São Francisco; Jardim Emilia; Conjunto Residencial Samir Dichy; Jardim Marinho; Vila Jacy; Parque Das Rosas; Conjunto Residencial Novo Osasco. O bairro é delimitao ao norte pelo bairro Bussocaba; A Leste com o bairro City Bussocaba; Ao sul com o bairro 
Conceição e o município de São Paulo; A oeste com os bairros Conceição e Jardim Veloso.

## Principais vias
- Avenida Novo Osasco
- Avenida Walter Boveri
- Avenida Washington Pedro Lanzzelotti
- Rua Doutor Bento Vidal

## Educação
- Creche Mercedes Corrêa Ruiz Batista
- EMEI Adhemar Pereira de Barros
- EMEI Severino de Araújo Freire
- EMEF Maestro Domingos Blasco
- EMEF Quintino Bocaiúva
- EE Professor Ernesto Thenn de Barros
- EE Graciliano Ramos

## Saúde
- UBS III Maria Girade Cury

## Transportes
- Terminal Rodoviário Novo Osasco

## Orgãos públicos
- Administrações Regionais 18, 19 e 20

## Dados da segurança pública do bairro
| Ocorrências de 2004           | Números | Porcentagem % |
| ----------------------------- | ------- | ------------- |
| Homicídio doloso              | 6       | 1,50          |
| Tentativa de homicídio doloso | 9       | 2,24          |
| Estupro                       | 2       | 0,50          |
| Tentativa de estupro          | 1       | 0,25          |
| Porte de entorpecentes        | 2       | 0,50          |
| Tráfico de entorpecentes      | 10      | 2,49          |
| Furto                         | 141     | 36,16         |
| Roubo                         | 132     | 32,92         |
| Roubo de veículos             | 50      | 12,47         |
| Furto de veículos             | 48      | 11,97         |
| Total Ocorrências             | 401     | 100,0         |